# Lijst van rijksmonumenten in Coevorden (plaats)
De plaats Coevorden telt 58 inschrijvingen in het rijksmonumentenregister. Hieronder een overzicht. 
| Object                                                                         | Oorspronkelijke functie?  | Bouwjaar                                                               | Architect                                            | Locatie                                    | Coördinaten?                  | Nr.?   | Afbeelding                                                     |
| ------------------------------------------------------------------------------ | ------------------------- | ---------------------------------------------------------------------- | ---------------------------------------------------- | ------------------------------------------ | ----------------------------- | ------ | -------------------------------------------------------------- |
| Douanegebouw                                                                   | Overheidsgebouw           | 1891-'92 1986-'88 (rest./uitbr.)                                       | C.H. Peters M.L. Schijve (1986-'88)                  | Eendrachtstraat 8                          | 52° 39' 22" NB, 6° 44' 39" OL | 11482  | Douanegebouw                                                   |
| Huis met natuurstenen topgevel in rijke Vlaams-Noord-Duitse renaissancetrant   | Woonhuis                  | 1631 1971 (rest. gevel)                                                |                                                      | Friesestraat 9                             | 52° 39' 41" NB, 6° 44' 23" OL | 11483  | Meer afbeeldingen                                              |
| Voorm. kazerne                                                                 | Woonhuis                  | 17e eeuw 1765 (gevel)                                                  |                                                      | Friesestraat 42                            | 52° 39' 44" NB, 6° 44' 18" OL | 11484  | Meer afbeeldingen                                              |
| Pakhuis (voorm. Arsenaal)                                                      | Militaire opslagplaats    | 17e eeuw                                                               |                                                      | Haven 4                                    | 52° 39' 40" NB, 6° 44' 34" OL | 11485  | Meer afbeeldingen                                              |
| Pakhuis (voorm. Arsenaal)                                                      | Militaire opslagplaats    | 17e eeuw                                                               |                                                      | Haven 6                                    | 52° 39' 40" NB, 6° 44' 35" OL | 11486  | Meer afbeeldingen                                              |
| Kasteel van Coevorden (onderkelderde gedeelte)                                 | Kasteel, buitenplaats     | 15e eeuw 1968-'72 (rest.)                                              |                                                      | Kasteel 27                                 | 52° 39' 45" NB, 6° 44' 31" OL | 11487  | Meer afbeeldingen                                              |
| Kasteel van Coevorden (overige gedeelte)                                       | Kasteel, buitenplaats     | mog. late 16e eeuw 1968-'72 (rest.)                                    |                                                      | Kasteel 29                                 | 52° 39' 45" NB, 6° 44' 29" OL | 11488  | Meer afbeeldingen                                              |
| Huis met brede gevel met verdieping en hoge kap                                | Woonhuis                  | tussen 1630 en 1642 1840 (ingangspartij)                               |                                                      | Kerkstraat 1                               | 52° 39' 39" NB, 6° 44' 25" OL | 11489  | Meer afbeeldingen                                              |
| Hervormde kerk                                                                 | Kerk en kerkonderdeel     | 1641-'45 ca. 1682 (herst.) 1952 (consistorie) 1982-'84 (rest.)         |                                                      | Kerkstraat 6                               | 52° 39' 38" NB, 6° 44' 23" OL | 11490  | Meer afbeeldingen                                              |
| Hervormde kerk, toren                                                          | Kerk en kerkonderdeel     | 1641-'45 1890 (herb. dakruiter) 1982-'84 (rest.)                       |                                                      | Kerkstraat 6                               | 52° 39' 38" NB, 6° 44' 23" OL | 11491  | Meer afbeeldingen                                              |
| Synagoge en leraarswoning                                                      | Kerk en kerkonderdeel     | 1840 (synagoge) 1879 (woning, verb.)                                   |                                                      | Kerkstraat 36-38                           | 52° 39' 35" NB, 6° 44' 20" OL | 11492  | Meer afbeeldingen                                              |
| De Arend                                                                       | Industrie- en poldermolen | 1888 1894 (verplaatsing) 1937 (herst.) 1977 (rest.)                    | Gebr. Ritsema J.D. Medendorp (1977)                  | Krimweg 58                                 | 52° 39' 35" NB, 6° 43' 29" OL | 11493  | Meer afbeeldingen                                              |
| Voorm. kazerne, garnizoenshuisvesting                                          | Militair verblijfsgebouw  | 1765                                                                   |                                                      | Molenstraat 5                              | 52° 39' 45" NB, 6° 44' 19" OL | 11494  | Meer afbeeldingen                                              |
| Voorm. kazerne, garnizoenshuisvesting                                          | Militair verblijfsgebouw  | 1765                                                                   |                                                      | Molenstraat 7                              | 52° 39' 45" NB, 6° 44' 19" OL | 11495  | Meer afbeeldingen                                              |
| Voorm. kazerne, garnizoenshuisvesting                                          | Militair verblijfsgebouw  | 1765                                                                   |                                                      | Molenstraat 9                              | 52° 39' 45" NB, 6° 44' 19" OL | 11496  | Meer afbeeldingen                                              |
| Voorm. kazerne, garnizoenshuisvesting                                          | Militair verblijfsgebouw  | 1765                                                                   |                                                      | Molenstraat 11                             | 52° 39' 45" NB, 6° 44' 19" OL | 11497  | Meer afbeeldingen                                              |
| Voorm. kazerne, garnizoenshuisvesting                                          | Militair verblijfsgebouw  | 1765                                                                   |                                                      | Molenstraat 13                             | 52° 39' 45" NB, 6° 44' 20" OL | 11498  | Meer afbeeldingen                                              |
| Voorm. kazerne, garnizoenshuisvesting                                          | Militair verblijfsgebouw  | 1765                                                                   |                                                      | Molenstraat 15                             | 52° 39' 45" NB, 6° 44' 20" OL | 11499  | Meer afbeeldingen                                              |
| Voorm. kazerne, garnizoenshuisvesting                                          | Militair verblijfsgebouw  | 1765                                                                   |                                                      | Molenstraat 17                             | 52° 39' 45" NB, 6° 44' 20" OL | 11500  | Meer afbeeldingen                                              |
| Voorm. kazerne, garnizoenshuisvesting                                          | Militair verblijfsgebouw  | 1765                                                                   |                                                      | Molenstraat 19                             | 52° 39' 46" NB, 6° 44' 20" OL | 11501  | Meer afbeeldingen                                              |
| Voorm. kazerne, garnizoenshuisvesting                                          | Militair verblijfsgebouw  | 1765                                                                   |                                                      | Molenstraat 21                             | 52° 39' 46" NB, 6° 44' 20" OL | 11502  | Meer afbeeldingen                                              |
| Voorm. kazerne, garnizoenshuisvesting                                          | Militair verblijfsgebouw  | 1765                                                                   |                                                      | Molenstraat 25                             | 52° 39' 46" NB, 6° 44' 21" OL | 11503  | Meer afbeeldingen                                              |
| Voorm. kazerne, garnizoenshuisvesting                                          | Militair verblijfsgebouw  | 1765                                                                   |                                                      | Molenstraat 27                             | 52° 39' 46" NB, 6° 44' 21" OL | 11504  | Meer afbeeldingen                                              |
| Voorm. kazerne, garnizoenshuisvesting                                          | Militair verblijfsgebouw  | 1765                                                                   |                                                      | Molenstraat 29                             | 52° 39' 46" NB, 6° 44' 21" OL | 11505  | Meer afbeeldingen                                              |
| Voorm. kazerne, garnizoenshuisvesting                                          | Militair verblijfsgebouw  | 1765                                                                   |                                                      | Molenstraat 31                             | 52° 39' 46" NB, 6° 44' 21" OL | 11506  | Meer afbeeldingen                                              |
| Weeshuis                                                                       | Sociale zorg, liefdadigh. | 1690 (poortje)                                                         |                                                      | Weeshuisstraat 22                          | 52° 39' 46" NB, 6° 44' 24" OL | 11507  | Meer afbeeldingen                                              |
| Van Heutszpark                                                                 | Fort, vesting en -onderdl | begin 18e eeuw (vestingwerken) 1907 (park) 1915 (uitbr. park)          | M. van Coehoorn J. Vroom (1907) L.A. Springer (1915) | Van Heutszpark                             | 52° 39' 52" NB, 6° 44' 49" OL | 11508  | Meer afbeeldingen                                              |
| De Katshaar                                                                    | Omwalling                 | 1797                                                                   |                                                      | Schansweg                                  | 52° 40' 0" NB, 6° 49' 23" OL  | 11509  | Meer afbeeldingen                                              |
| Boerderij met rieten kap (onder een dak met nr. 123)                           | Boerderij                 |                                                                        |                                                      | Europaweg 62                               | 52° 39' 38" NB, 6° 50' 54" OL | 11510  | Meer afbeeldingen                                              |
| Boerderij met rieten kap (onder een dak met nr. 122)                           | Boerderij                 |                                                                        |                                                      | Europaweg 62                               | 52° 39' 38" NB, 6° 50' 53" OL | 11511  | Meer afbeeldingen                                              |
| Boerderij met achterbaander                                                    | Boerderij                 | 19e eeuw                                                               |                                                      | Weijerswold 8                              | 52° 39' 23" NB, 6° 48' 29" OL | 11512  | Meer afbeeldingen                                              |
| Anholt                                                                         | Boerderij                 | 1850-1900                                                              |                                                      | Europaweg 30                               | 52° 39' 23" NB, 6° 49' 5" OL  | 46557  | Meer afbeeldingen                                              |
| Vakwerkschuur                                                                  | Boerderij                 | 19e eeuw                                                               |                                                      | Europaweg 42                               | 52° 39' 33" NB, 6° 50' 14" OL | 46558  | Meer afbeeldingen                                              |
| Boerderijcomplex                                                               | Boerderij                 | midden 19e eeuw                                                        |                                                      | Weijerswold 14                             | 52° 39' 23" NB, 6° 48' 36" OL | 46559  | Meer afbeeldingen                                              |
| Woningblok in overgangsstijl met Art Nouveau-motieven                          | Woonhuis                  | 1908                                                                   | H. Roseman                                           | Aleida Kramersingel 1-5 Coehoornstraat 1-3 | 52° 39' 47" NB, 6° 44' 23" OL | 468588 | Woningblok in overgangsstijl met Art Nouveau-motieven          |
| Voorm. Rijks Hoogere Burgerschool, conciërgewoning                             | Woonhuis                  | 1911                                                                   | J.A.W. Vrijman                                       | Churchillaan 77                            | 52° 39' 59" NB, 6° 44' 28" OL | 468589 | Rijks HBS 2 Voorm. Rijks Hoogere Burgerschool, conciërgewoning |
| Voorm. Rijks Hoogere Burgerschool                                              | Onderwijs en wetenschap   | 1909-'10 1916 (uitbr.) 1920 (uitbr.) 1950-'51 (uitbr.)                 | J.A.W. Vrijman                                       | Churchilllaan 13-75                        | 52° 39' 57" NB, 6° 44' 27" OL | 468590 | Rijks HBS 1 Voorm. Rijks Hoogere Burgerschool                  |
| Noorse Villa                                                                   | Woonhuis                  | 1926 (plaatsing op huidige locatie)                                    |                                                      | Van Heutszpark 10                          | 52° 39' 54" NB, 6° 44' 40" OL | 468591 | Noorse Villa                                                   |
| Watertoren                                                                     | Nutsbedrijf               | 1914                                                                   | J.P. Hazeu                                           | Van Heutszpark 8                           | 52° 39' 53" NB, 6° 44' 38" OL | 468592 | Meer afbeeldingen                                              |
| Hallenhuisboerderij                                                            | Boerderij                 | 1875 1877 (verb.)                                                      |                                                      | Europaweg 46                               | 52° 39' 31" NB, 6° 50' 21" OL | 468594 | Upload foto                                                    |
| Hallenhuisboerderij, bijschuur                                                 | Boerderij                 | ca. 1910                                                               |                                                      | bij Europaweg 46                           | 52° 39' 31" NB, 6° 50' 21" OL | 468595 | Upload foto                                                    |
| Hallenhuisboerderij, varkensschuur met stookhut                                | Boerderij                 | ca. 1900                                                               |                                                      | bij Europaweg 46                           | 52° 39' 31" NB, 6° 50' 21" OL | 468596 | Upload foto                                                    |
| Voorm. postkantoor met directeurswoning                                        | Overheidsgebouw           | 1890-'92 ca. 1900 (uitbr.)                                             | C.H. Peters                                          | Kasteel 4                                  | 52° 39' 43" NB, 6° 44' 32" OL | 468598 | Meer afbeeldingen                                              |
| Marie                                                                          | Woonhuis                  | 1908                                                                   | Joh.D. Meppelink                                     | Kasteel 8                                  | 52° 39' 44" NB, 6° 44' 33" OL | 468600 | Meer afbeeldingen                                              |
| Kantoor en pakhuis                                                             | Handel en kantoor         | 1880 (pakhuis) 1908 (kantoor)                                          | Joh.D. Meppelink (1908)                              | Kasteel 6                                  | 52° 39' 43" NB, 6° 44' 33" OL | 468601 | Meer afbeeldingen                                              |
| Pakhuis "De Vlijt"                                                             | Opslag                    | ca. 1925                                                               | waarsch. Joh.D. Meppelink                            | Kasteel 6                                  | 52° 39' 43" NB, 6° 44' 33" OL | 468602 | Meer afbeeldingen                                              |
| Voorm. stationsgebouw van de D.S.M.                                            | Transport                 | ca. 1897 1936 (dakkapel) 1966 (verb.)                                  |                                                      | Krimweg 6-8                                | 52° 39' 39" NB, 6° 44' 5" OL  | 468603 | Meer afbeeldingen                                              |
| Winkel/woonhuis in Art Nouveau-stijl                                           | Werk-woonhuis             | 1903 1965 (onderpui)                                                   | Wieringa N.V. (1965)                                 | Markt 15                                   | 52° 39' 39" NB, 6° 44' 25" OL | 468604 | Winkel/woonhuis in Art Nouveau-stijl                           |
| Voorm. Vakschool voor Meisjes                                                  | Onderwijs en wetenschap   | 1923 1947 (herb. kap) 1999 (rest.)                                     | H. Bennink G. Daan (1999)                            | M. v.d. Thijnensingel 10                   | 52° 39' 47" NB, 6° 44' 40" OL | 468605 | Meer afbeeldingen                                              |
| Woonhuis in Art Nouveau-stijl                                                  | Woonhuis                  | ca. 1910 1924 (uitbr.)                                                 | mog. G. Wierenga H. Bennink (1924)                   | Van Heutszsingel 37                        | 52° 39' 53" NB, 6° 44' 29" OL | 468606 | Meer afbeeldingen                                              |
| Sint-Willibrorduskerk                                                          | Kerk en kerkonderdeel     | 1913-'14 1982-'83 (rest.)                                              | W. te Riele                                          | Wilhelminasingel 2b                        | 52° 39' 41" NB, 6° 44' 16" OL | 468607 | Sint-Willibrorduskerk                                          |
| Voorm. kazerne van de Marechaussee                                             | Militair verblijfsgebouw  | 1921                                                                   |                                                      | Eendrachtstraat 4                          | 52° 39' 21" NB, 6° 44' 40" OL | 468608 | Meer afbeeldingen                                              |
| Bentheimerstraat 43: Winkel/woonhuis in overgangsstijl met Jugendstil-motieven | Werk-woonhuis             | ca. 1915                                                               |                                                      | Bentheimerstraat 43                        | 52° 39' 33" NB, 6° 44' 31" OL | 468609 | Meer afbeeldingen                                              |
| De Kleine Scheere                                                              | Boerderij                 | 1862 (verb. schuur) 1895 (herb. woonhuis) 1930-1939 (dakkapel, uitbr.) |                                                      | De Hulteweg 2                              | 52° 38' 29" NB, 6° 42' 25" OL | 508802 | Upload foto                                                    |
| De Kleine Scheere, bakhuis annex varkensstal                                   | Boerderij                 | 19e eeuw                                                               |                                                      | bij De Hulteweg 2                          | 52° 38' 29" NB, 6° 42' 25" OL | 512307 | Upload foto                                                    |
| De Kleine Scheere, hooischuur annex stal                                       | Boerderij                 | 19e eeuw 1930-1939 (uitbr.)                                            |                                                      | bij De Hulteweg 2                          | 52° 38' 29" NB, 6° 42' 25" OL | 512308 | Upload foto                                                    |
| De Kleine Scheere, waterput                                                    | Boerderij                 |                                                                        |                                                      | bij De Hulteweg 2                          | 52° 38' 29" NB, 6° 42' 25" OL | 512309 | Upload foto                                                    |
| De Kleine Scheere, rosmolenplaats                                              | Boerderij                 |                                                                        |                                                      | bij De Hulteweg 2                          | 52° 38' 29" NB, 6° 42' 25" OL | 512310 | Upload foto                                                    |